# ビクトル・ラミレス
ビクトル・ラミレス（Víctor Ramírez、1984年3月30日 - ）は、アルゼンチンの男性プロボクサー。ブエノスアイレス州エセイサ出身。元WBO・IBF世界クルーザー級王者。トレーナーはカルロス・マルティネリ。

## 来歴
2006年4月8日、ブエノスアイレスのエスタディオ・ルナ・パルクでミゲル・アンヘル・パチェコとデビュー戦を行い、4回3-0（40-37、40-38、40-36）の判定勝ちを収めデビュー戦を白星で飾った。
2006年5月19日、ブエノスアイレス州サン・ミゲル・デル・モンテでロベルト・マルティネスと対戦し、2回1分3秒TKO勝ちを収めた。
2007年6月8日、ブエノスアイレス州ボリーバルでクラウディオ・カルロス・ロケ・フェルナンデスとクルーザー級契約6回戦を行い、2回に両選手とレフェリーの重みでリングが崩壊した為、無効試合となった。
2008年8月30日、ブエノスアイレス州カセロスでマウロ・アドリアン・オルディアレスと南米クルーザー級王座決定戦を行い、11回2分58秒、オルディアレスの棄権した為王座獲得に成功した。
2008年12月4日、ブエノスアイレスのエスタディオ・ルナ・パルクで南米王座の防衛とWBOラテンアメリカクルーザー級王座決定戦としてエクトール・ソテロと対戦し、2回32秒TKO勝ちを収め南米王座は初防衛、WBOラテンアメリカ王座獲得に成功した。
2009年1月17日、ドイツのデュッセルドルフのブルク・ヴェヒター・カステロでWBO世界クルーザー級1位のアレクサンデル・アレクセーエフとWBO世界クルーザー級暫定王座決定戦を行い、アレクセーエフの9回終了時棄権した為王座獲得に成功した。
2009年2月、デビッド・ヘイのヘビー級転向に伴い空位となっていた正規王座に認定された。
2009年5月16日、ブエノスアイレスのエスタディオ・ルナ・パルクでアリ・イスマイロフと対戦し、12回2-1（116-112、113-115、115-113）の判定勝ちを収め初防衛に成功した。
2009年8月29日、ハレ・アン・デア・ザーレのゲリー・ウェバー・シュタディオンでWBO世界クルーザー級2位マルコ・フックと対戦し、12回0-3（2者が111-116、112-115）の判定負けを喫し2度目の防衛に失敗、王座から陥落した。
2015年1月5日、IBFがIBF世界クルーザー級3位のオラ・アフォラビとIBF世界クルーザー級4位のビクトル・ラミレスでIBF世界クルーザー級暫定王座決定戦を行うよう指令を出した。
2015年4月10日、ブエノスアイレス州ベナビデスのヴィラ・ラ・ナータ・スポーティング・クラブでIBF世界クルーザー級3位のオラ・アフォラビとIBF世界クルーザー級暫定王座決定戦を行い、12回3-0（2者が115-111、116-111）の判定勝ちを収め暫定ながらWBOに続く王座獲得に成功した。
2015年7月13日、当初は同月25日にブエノスアイレスで正規王者のヨアン・パブロ・エルナンデスと王座統一戦を行う予定だったが、理由不明ながらラミレス陣営の都合により9月まで延期されたことをエルナンデス陣営のザウアーランド・イベントが発表した。
2015年9月21日、当初は同月26日にブエノスアイレスで正規王者のヨアン・パブロ・エルナンデスと王座統一戦を行う予定だったが、肘の負傷や病気が重なり試合出場が不可能となったエルナンデスがIBF世界クルーザー級王座を剥奪され、ラミレスが正規王座に認定された。
2015年10月2日、ブエノスアイレス州ベナビデスのヴィラ・ラ・ナータ・スポーティング・クラブでIBF世界クルーザー級14位のオビル・マッケンジーと対戦し、12回1-1（115-113、114-114、113-115）の判定で引き分けたが初防衛に成功した。しかし試合後、マッケンジーのプロモーターのフランク・ウォーレンが、パブロ・エルナンデスの欠場で試合11日前に急遽受けた試合だったこと及び、判定はホームタウンデシジョンで試合に勝ったのはマッケンジーであるとしてIBFにダイレクトリマッチの要請をした。
2016年2月17日、WBAはWBA世界クルーザー級王者デニス・レベデフとWBA世界クルーザー級2位のユニエル・ドルティコスの間での対戦交渉が未締結のまま難航していることを受け、ラミレスとレベデフの間で王座統一戦を行うことを承認した。試合は同年4月30日に行われるとのこと。
2016年5月21日、モスクワのメガスポルトでWBA世界クルーザー級スーパー王者デニス・レベデフと王座統一戦を行うも、初回から圧倒されて2回には左フックでダウンを奪われた。最後はレベデフの連打を浴びて戦意を損失した為レフェリーがストップ。2回1分57秒TKO負けを喫しIBF王座の2度目の防衛、WBA王座獲得に失敗しIBF王座から陥落した。

## 獲得タイトル
- WBO世界クルーザー級暫定王座（防衛0=正規王座に認定）
- 第12代WBO世界クルーザー級王座（防衛1）
- IBF世界クルーザー級暫定王座（防衛0=正規王座に認定）
- 第22代IBF世界クルーザー級王座（防衛1）